# 托尔梅斯河畔阿尔瓦
托尔梅斯河畔阿尔瓦是西班牙卡斯蒂利亚-莱昂萨拉曼卡省的一个市镇。该市镇位于萨拉曼卡城的托爾梅斯河上游。圣女大德兰在该市她创立的修道院去世。

## 图片
| - 从托尔梅斯河对岸看阿尔瓦 - 圣十字若望教堂 - 阿尔瓦公爵的城堡，建于1430年 |